# Maximinus II
Maximinus II (tiếng Latinh: Gaius Valerius Galerius Maximinus Daia Augustus) (270 – 313), còn được gọi là Maximinus Daia hoặc Maximinus Daza là Hoàng đế La Mã trị vì từ năm 308 đến 313.

## Tiểu sử
Maximinus sinh vào ngày 20 tháng 11 năm 270 trong một gia đình nông dân gốc Dacia và là con người chị họ của Hoàng đế Galerius, cả gia tộc của ông đều định cư ở Felix Romuliana, một vùng nông thôn thuộc khu vực Danube của Moesia, nay là Đông Serbia.
Lúc trẻ, ông bắt đầu gia nhập quân đội, nhờ lập được nhiều chiến công hiển hách trên chiến trường nên uy tín vang dội trong giới quân sự La Mã. Năm 305, Maximinus được ông cậu là Galerius nhận làm con nuôi và phong làm Caesar, nắm quyền ở Syria và Ai Cập. Năm 308, sau khi đề bạt Licinius làm Augustus, Maximinus và Constantine đều hiệu xưng là filii Augustorum ("con trai của Augusti"), tuy nhiên Maximinus cũng chỉ bắt đầu tiếm xưng Augustus trong một chiến dịch chống lại người Sassanid vào năm 310. Sau khi Galerius mất vào năm 311, Đế quốc phía Đông bị chia tách làm hai giữa Maximinus và Licinius. Khi Licinius và Constantinus tiến hành hòa giải thì Maximinus gia nhập một liên minh bí mật với kẻ tiếm vị Caesar là Maxentius hiên đang kiểm soát nước Ý. Năm 313, Maximinus tuyên bố cắt đứt quan hệ với Licinius và vội vàng triệu tập khoảng 70,000 quân bản bộ tiến công Licinius nhưng không may bị đánh bại tại Trận Tzirallum, thuộc vùng lân cận Heraclea Perinthus vào ngày 30 tháng 4 cùng năm, Maximinus cùng vài tên thuộc hạ thân tín chạy trốn đến Nicomedia, cuối cùng do sức cùng lực kiệt nên phát bệnh nặng mà qua đời vào tháng 8 cùng năm ở Tarsus, hưởng thọ 42 tuổi.

## Đàn áp Kitô giáo
Ngoài ra theo một vài nguồn sử liệu cho biết thì Maximinus đã tiến hành khủng bố và ngược đãi các Kitô hữu sau khi công bố sắc lệnh khoan dung tôn giáo của Galerius. Sử gia Eusebius xứ Caesarea còn kể lại một câu chuyện mà các nhà sử học hiện nay đều cho là không có tính xác thực, chuyện kể rằng chính Maximinus là người đã nghĩ ra cách sử dụng nỗi khổ hình điên rồ đối với một cô gái Kitô giáo ở Alexandria, xuất thân từ một gia đình quý tộc đã ghi chép về sự giàu có, giáo dục, và trinh tiết của cô – Thánh Catherine thành Alexandria. Khi cô gái từ chối lời tán tỉnh của Maximinus thì ngay lập tức ông ra lệnh chặt đầu cô, đồng thời sai người tới tịch thu gia sản và của cải của cô.